# Björn Borg
Björn Rune Borg ((bjœːɳ bɔrj, kiejtéseⓘ), Stockholm, 1956. június 6. –) korábbi világelső svéd teniszező, sokak szerint minden idők egyik legjobb teniszezője.

Összesen 11 Grand Slam-tornát nyert meg, hatszor nyerte meg a Roland Garrost (1974, 1975, 1978, 1979, 1980, 1981), ezt csak Rafael Nadal tudta megismételni azóta. További öt Grand Slam-címét Wimbledonban szerezte (1976, 1977, 1978, 1979, 1980), 2007-ig ő volt az egyetlen teniszező, aki sorozatban ötször tudott Wimbledonban nyerni: Roger Federer állította be a rekordját (2003–2007). 

 Borg az egyetlen teniszező, aki három egymást követő évben győzni tudott mind a Roland Garroson, mind Wimbledonban (1978–1980). A US Opent viszont egyszer sem sikerült megnyernie, bár négyszer is bejutott a döntőbe (1976, 1978, 1980, 1981) – kétszer Jimmy Connors, kétszer John McEnroe verte meg (McEnroe-val pályafutása során összesen 14-szer találkozott, a mérleg 7-7 volt).
Kétszer (1979, 1980) megnyerte a Mesterek Kupáját is. Az ATP világranglistán hatszor szerezte meg az első helyet, 1977 és 1981 között összesen 109 hétig vezette azt. 1987-ben beiktatták a Teniszhírességek Csarnokába.

## Karrier
A „Jégember” becenévre hallgató (a teniszpályán Borg nem nyilvánított érzelmeket, megközelíthetetlen nyugalma és hidegvére miatt) Borg első profi évében (1973) nem nyújtott maradandót, igaz Wimbledonban, már bontogatta szárnyait. A tornán egészen a negyeddöntőig jutott, ott azonban kikapott a brit Roger Taylor-tól.
Következő évében, már begyűjtötte profi pályafutása első Grand Slam-trófeáját. A svéd klasszis az 1974-es Roland Garros döntőjében 0-2-ről felállva nyert a spanyol Manuel Orantes ellen.
Egy évvel később az argentin Guillermo Vilas leiskolázásával megvédte „koronáját” a Garroson. Ebben az évben Wimbledonban a negyeddöntőig, míg a US Openen az elődöntőig menetelt. 1976-ban letaszították a Roland Garros trónjáról, de nem maradt Grand Slam-trófea nélkül, ugyanis megnyerte a Wimbledont, ezzel elindítva a „Borg-érát” az angliai tornán.
1977-ben nem indult el a Roland Garroson, de Wimbledonban ismét győzedelmeskedett. Az sportág történelmének egyik legemlékezetesebb mérkőzésén verte meg Jimmy Connorst (3-6; 6-2; 6-1; 5-7; 6-4).
1978-ban jött az első duplázás. Borg a Roland Garrost (Guillermo Vilas) és Wimbledont (Jimmy Connors) is megnyerte. Pár hónappal később Connors a US Open fináléjában visszavágott Borgnak az angliai vereségért. Borg a mai napig az egyetlen olyan teniszező, aki három egymást követő évben megnyerte a Roland Garrost és a Wimbledont, ugyanis 1978 után, még 1979-ben és 1980-ban is duplázni tudott.
Borg utolsó Wimbledon győzelme 1980-ban volt. A svéd klasszis egy felejthetetlen mérkőzésen (1-6; 7-5; 6-3; 6-7 [16-18 – tiebreak]; 8-6) verte meg az amerikaiak új ászát, John McEnroe-ot. A mai napig ezt az összecsapást tartják a Wimbledon-i tenisztorna legjobb fináléjának. Egy évvel később McEnroe visszavágott Borg-nak és megszakította a svéd győzelmi sorozatát. 
Borg számára 1981 volt az utolsó komoly esztendő. Ebben az évben hatodik alkalommal is megnyerte a Roland Garrost, míg Wimbledonban és a US Openen is döntőt játszhatott.
1983. április 4-én a svéd klasszis bejelentette visszavonulását, később visszatért, de már csak a játék szeretete miatt.

## Magánélet
A szerepléseivel nagy vagyonra szert tett játékos pályafutása után több vállalkozást indított, ezek közül azonban nem mindegyik jött be, ráadásul párkapcsolatai is sokba kerültek. Korábban egy román teniszezőnővel, Mariana Simionescuval élt együtt, majd 1988–1992 között Loredana Bertè olasz énekesnő volt a házastársa. Később egy svéd hölggyel élt együtt, majd 2001-ben egy akkor 31 éves honfitársnőjével fűzte szorosabbra kapcsolatát.

## Film
Janus Metz Pedersen 2017-ben filmet készített Borg/McEnroe címmel a két világhírű teniszbajnok sorsdöntő mérkőzéséről. A 100 perces svéd-dán-finn dráma – túl azon, hogy remek dramaturgiával érzékelteti Borg sikerhez vezető útját, a nagy ellenfél mellett elsősorban saját magával vívott küzdelmeit – lélegzetelállítóan izgalmasan mutatja be az 1980-as wimbledoni Borg-McEnroe összecsapást.

## Grand Slam-döntői

### Győzelmek (11)
| Év   | Torna             | Ellenfél a döntőben | Döntő eredménye         |
| 1974 | Roland Garros     | Manuel Orantes      | 2-6, 6-7, 6-0, 6-1, 6-1 |
| 1975 | Roland Garros (2) | Guillermo Vilas     | 6-2, 6-3, 6-4           |
| 1976 | Wimbledon         | Ilie Năstase        | 6-4, 6-2, 9-7           |
| 1977 | Wimbledon (2)     | Jimmy Connors       | 3-6, 6-2, 6-1, 5-7, 6-4 |
| 1978 | Roland Garros (3) | Guillermo Vilas     | 6-1, 6-1, 6-3           |
| 1978 | Wimbledon (3)     | Jimmy Connors       | 6-2, 6-2, 6-3           |
| 1979 | Roland Garros (4) | Victor Pecci        | 6-3, 6-1, 6-7, 6-4      |
| 1979 | Wimbledon (4)     | Roscoe Tanner       | 6-7, 6-1, 3-6, 6-3, 6-4 |
| 1980 | Roland Garros (5) | Vitas Gerulaitis    | 6-4, 6-1, 6-2           |
| 1980 | Wimbledon (5)     | John McEnroe        | 1-6, 7-5, 6-3, 6-7, 8-6 |
| 1981 | Roland Garros (6) | Ivan Lendl          | 6-1, 4-6, 6-2, 3-6, 6-1 |

### Elvesztett döntők (5)
| Év   | Torna     | Ellenfél a döntőben | Döntő eredménye         |
| 1976 | US Open   | Jimmy Connors       | 6-4, 3-6, 7-6, 6-4      |
| 1978 | US Open   | Jimmy Connors       | 6-4, 6-2, 6-2           |
| 1980 | US Open   | John McEnroe        | 7-6, 6-1, 6-7, 5-7, 6-4 |
| 1981 | Wimbledon | John McEnroe        | 4-6, 7-6, 7-6, 6-4      |
| 1981 | US Open   | John McEnroe        | 4-6, 6-2, 6-4, 6-3      |